# Skelund-Visborg Pastorat
Skelund-Visborg Pastorat er et himmerlandsk pastorat i Hadsund Provsti (Aalborg Stift), som består af følgende to sogne:
- Skelund Sogn
- Visborg Sogn

I pastoratet er der to kirker
- Skelund Kirke
- Visborg Kirke